# 屈布利斯

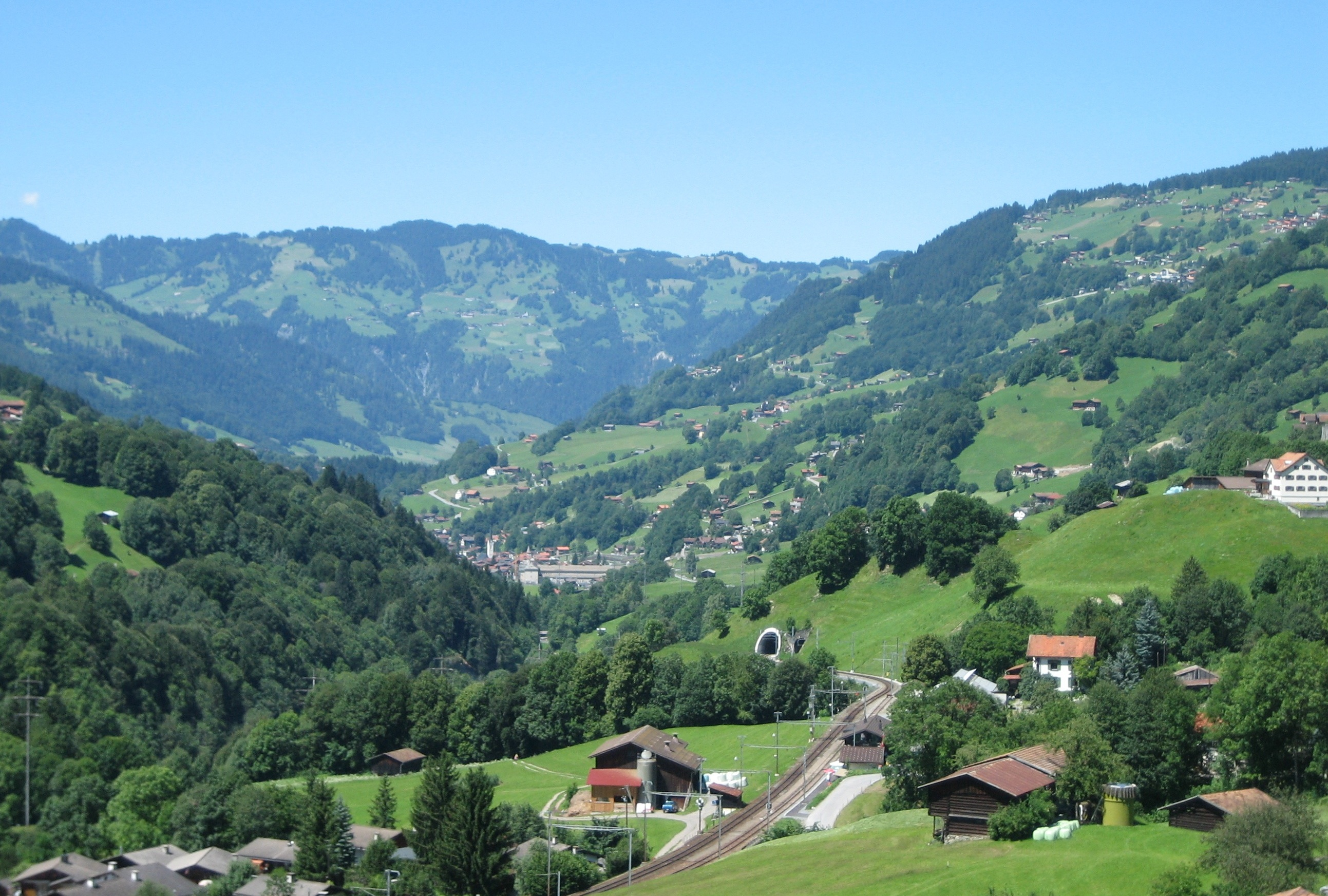

屈布利斯(Kublis)是瑞士的城鎮，位於該國東部，由格勞賓登州負責管轄，面積8.14平方公里，海拔高度814米，2011年人口832，人口密度每平方公里102人。

## 外部連結
- Official Web site （德文）